# Dia Nacional dos Surdos
O Dia Nacional dos Surdos é uma data de reflexão a respeito dos direitos e da inclusão das pessoas surdas na sociedade brasileira. A data foi oficializada pelo decreto de lei nº 11.796, de 29 de outubro de 2008.
O dia 26 de setembro foi escolhido para representar a luta da comunidade surda brasileira por ser a data da criação da primeira escola de surdos no Brasil.